# Carl Erhardt
Pour les articles homonymes, voir Erhardt.
Carl Alfred Erhardt (né le 15 février 1897 à Beckenham, mort le 3 mai 1988 à Bromley) est un joueur britannique de hockey sur glace. Il fut le capitaine de l'équipe de Grande-Bretagne à de nombreux championnats internationaux dans les années 1930, notamment pour la médaille d'or aux Jeux olympiques d'hiver de 1936 à Garmisch-Partenkirchen.

## Carrière
Les parents de Carl Erhardt sont Allemands ; son père est un homme de commercé naturalisé Britannique en 1860. Contrairement à la plupart des joueurs de hockey britanniques de l'époque, Erhardt ne grandit pas au Canada ; sur les douze membres de l'équipe de 1936, Erhardt était l'un des deux seuls à ne pas être né ou à n'avoir pas appris le jeu au Canada. Il apprend le hockey alors qu'il est écolier en Allemagne et en Suisse.
Carl Erhardt joue en club à Londres, il commence au Westminster Ice Club à sa création en 1926. Il joue en championnat à partir de 1929 avec le Princes Ice Hockey Club et reste lors de la fusion avec le Queen's Ice Hockey Club à l'automne 1932. Un an plus tard, il rejoint le HC Streatham (en). Avec Erhardt comme capitaine, Streatham remporte l'English league en 1935 et la Coupe Internationale.
Il joue son premier match avec l'équipe nationale le 6 décembre 1930. Erhardt est membre des équipes des championnats d'Europe et du monde en 1931, 1934. Il est le capitaine au Championnat du monde 1935 (médaille de bronze mondial et champion d'Europe) et de l'équipe qui remporte l'or olympique, en 1936. Il joue six des sept matchs, jouant parfois plus de 40 minutes dans le match. Âgé de trente-neuf ans à l'époque, Erhardt devient l'homme le plus âgé à avoir remporté une médaille d'or olympique au hockey sur glace (jusqu'à ce que le Russe Pavel Datsiouk lui succède en 2018).
Après son succès olympique, Erhardt prend sa retraite du hockey en 1937 à cause d'une blessure au genou alors qu'il était sélectionné pour le Championnat du monde 1937. Il écrit un livre en 1937 intitulé Ice Hockey. En raison d'engagements commerciaux, il joue avec l'équipe d'amateurs des Royals, vainqueurs de la Ligue provinciale de Londres en 1938.
Après la Seconde Guerre mondiale, il est l'entraîneur de la Grande-Bretagne aux Jeux olympiques de 1948 et ensuite arbitre au Championnat du monde 1950. 
Il rejoint le conseil de la Fédération du Royaume-Uni de hockey sur glace au début des années 1930, dont il devient vice-président de 1936 à sa mort.
Erhardt est élu au temple de la renommée du hockey britannique en 1950 et est élu à titre posthume au Temple de la renommée de l'IIHF en 1998. En 2012, le championnat du Royaume-Uni de hockey sur glace donne le nom d'Erhardt à l'une de ses conférences.
Erhardt joue également au tennis, au ski et au ski nautique ; il fonde la fédération britannique de ski nautique. Il est également directeur d'une firme d'ingénierie prospère.